# Ariel Levy (écrivain)
Pour les articles homonymes, voir Ariel Levy (homonymie) et Levy.
Ariel Levy, née le 17 octobre 1974, est une féministe américaine, éditrice, en 2008 elle devient rédactrice au magazine The New Yorker , c'est une essayiste connue pour être l'auteur de Female Chauvinist Pigs: Women and the Rise of Raunch Culture,

## Biographie
Après ses études secondaires, elle entre à l'Université Wesleyenne.
Elle publie des articles dans le New Yorker, Vogue
À l'age de 26 ans, elle tombe amoureuse de sa première petite amie.

## Publications
- The Rules Do Not Apply, éd. Random House, 2017[6],
- Thanksgiving in Mongolia: Adventure and Heartbreak at the Edge of the Earth, éd. The New Yorker, 2013
- Female Chauvinist Pigs: Women and the Rise of Raunch Culture, éd. Free Press, 2005, rééd. 2006.

### Livre traduit en Français
- Les nouvelles salopes , traduction de Female Chauvinist Pigs: Women and the Rise of Raunch Culture, réalisée par Émilie Tardivel, éd. Tournon , 2007.